# Maggie Roswell
Maggie Roswell (nacida como Mary Margaret Nena Roswell; Los Ángeles, California; 14 de noviembre de 1952) es una actriz de voz estadounidense. Es reconocida principalmente por su trabajo en la serie animada Los Simpson, en donde personifica a los personajes de Maude Flanders, Helen Lovejoy, Miss Hoover, y Luann Van Houten entre otros.
Luego de la temporada de 1999, Roswell no volvió a aparecer hasta la temporada de 2002. Durante ese tiempo, fue reemplazada por Marcia Mitzman Gaven, excepto por el personaje de Maude Flanders, quien muere en un episodio debido a la partida de Roswell.
Se casó con su compañero actor de voz Hal Rayle el 5 de junio de 1987 en Aspen, Pitkin County, Colorado. Su hija, Spenser Freeland Rayle, nació el 20 de junio de 1993. La pareja es propietaria de un estudio de grabación en Denver, Colorado. Su hermano, G. Marq Roswell, es supervisor de música cinematográfica.
Roswell recibió una nominación a los Premios Annie en 1997, en la categoría "Mejor Logro Individual: Actuación Femenina de Voz en una Producción Televisiva", por el papel de la niñera Shary Bobbins en el episodio de Los Simpson Simpsoncalifragilisticexpiala (Annoyed Grunt) cious, de la octava temporada de la serie.
Ha hecho varias apariciones como estrella invitada en series estadounidenses, incluyendo Love, American Style, M*A*S*H, L.A. Law y Murphy Brown.

## Filmografía

### Cine
| Año  | Título                                     | Papel           | Notas |
| ---- | ------------------------------------------ | --------------- | ----- |
| 1980 | Midnight Madness                           | Donna           |       |
| 1985 | Lost in America                            | Linda           |       |
| 1986 | Pretty in Pink                             | Sra. Dietz      |       |
| 1992 | Chain of Desire                            | Diana           |       |
| 1991 | Bad Attitudes                              | Madre de Angela |       |
| 1992 | Grave Secrets: The Legacy of Hilltop Drive | Doris Marshall  |       |
| 1997 | Switchback                                 | Fae             |       |
| 2004 | Silver City                                | Ellie Hastings  |       |

### Series
| Año       | Título                  | Papel | Notas                  |
| --------- | ----------------------- | ----- | ---------------------- |
| 1980–1981 | The Tim Conway Show     |       |                        |
| 1986      | The Deliberate Stranger |       | minserie en dos partes |

### Trabajos como actriz de voz
| Año                       | Título                           | Papel                                                                                 | Notas                       |
| ------------------------- | -------------------------------- | ------------------------------------------------------------------------------------- | --------------------------- |
| 1983                      | Fire and Ice                     | Teegra                                                                                |                             |
| 1988–1991                 | A Pup Named Scooby-Doo           | Voces adicionales                                                                     |                             |
| 1987–1988                 | Mighty Mouse: The New Adventures | Pearl / Voces adicionales                                                             |                             |
| 1990–1994                 | TaleSpin                         | Voces adicionales                                                                     |                             |
| 1990                      | Tiny Toon Adventures             | Mary Vain                                                                             | 1 episodio                  |
| 1990-1999 / 2002-presente | Los Simpson                      | Maude Flanders, Helen Lovejoy, Luann Van Houten, Elizabeth Hoover y voces adicionales |                             |
| 1991–1992                 | James Bond Jr                    | Voces adicionales                                                                     |                             |
| 1991                      | Darkwing Duck                    | Superheroína                                                                          | 1 episodio                  |
| 1992                      | Cool World                       | Voz adicional                                                                         | No apareció en los créditos |
| 1994                      | Animaniacs                       | Princesa de Props                                                                     | 1 episodio                  |
| 1995                      | The Pebble and the Penguin       | Voz adicional                                                                         | No apareció en los créditos |
| 1996                      | Rotten Ralph                     | Voces adicionales                                                                     |                             |
| 1997                      | Virtual Springfield              | Voces adicionales                                                                     | Juego de PC                 |
| 1998                      | Venus on the Hard Drive          | Venus                                                                                 |                             |
| 2007                      | Los Simpson: la película         | Helen Lovejoy                                                                         |                             |
| 2024                      | May The 12th Be With You         | Mary Poppins                                                                          |                             |